# Annabelle Wallis
Annabelle Wallis (Oxford, 5 settembre 1984) è un'attrice britannica.
Tra le sue interpretazioni più note ci sono il personaggio di Grace Helen nella serie televisiva Peaky Blinders e la voce dell'AI Zora nelle serie televisive Star Trek: Discovery e Star Trek: Short Treks.

## Biografia

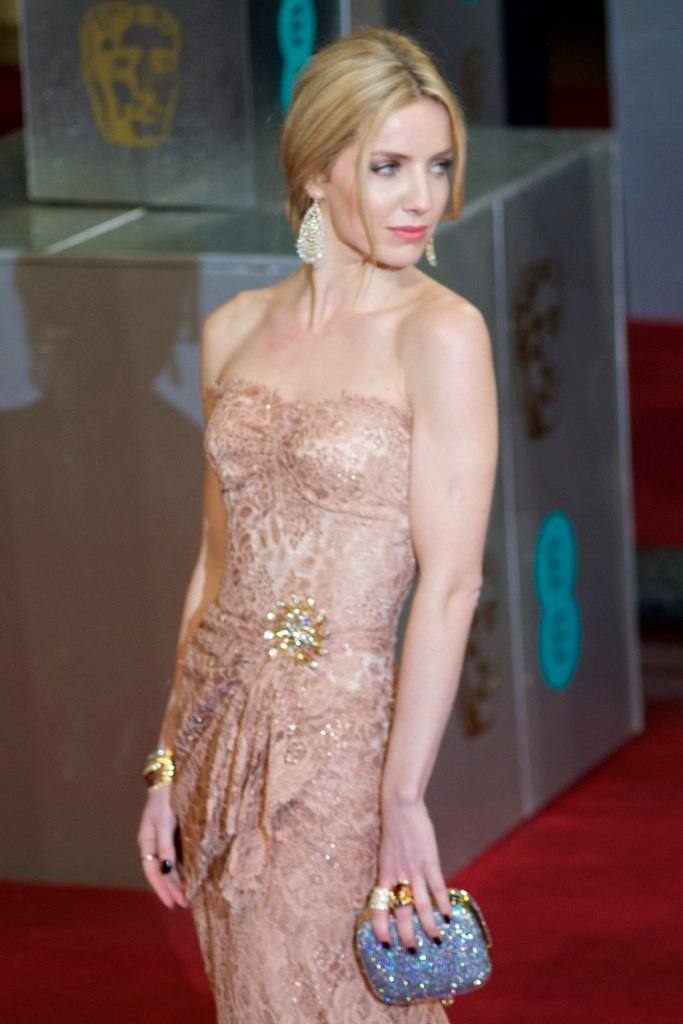
Annabelle Wallis ai BAFTA del 2013

Nipote di Richard Harris, Annabelle Wallis nasce a Oxford, nell'Oxfordshire, Inghilterra, Regno Unito, ma passa la maggior parte della sua infanzia in Portogallo, dove frequenta la Saint Dominic's International School. In Portogallo prende parte a diversi cortometraggi, prima di trasferirsi a Londra per perseguire la carriera cinematografica. In patria inizia a recitare in qualche spot pubblicitario, per poter poi frequentare una scuola di recitazione.
Nel 2009 l'attrice interpreta Jane Seymour nella terza stagione della fiction storica del canale Showtime I Tudors, al fianco di Jonathan Rhys Meyers. Il ruolo le viene affidato in sostituzione di Anita Briem, che l'aveva abbandonato alla fine della seconda stagione. Annabelle torna nel ruolo di Jane Seymour nella scena di un sogno nella quarta e ultima stagione della serie, nel 2010. La sua presenza viene confermata dall'immagine promozionale della stagione, che la mostra assieme al resto del cast.
Nel 2010 Annabelle viene scelta per il cast di W.E., film diretto da Madonna. Nel 2011 è nel cast del film della Comics X-Men - L'inizio, nel ruolo secondario di Amy, la ragazza dalle pupille di due distinti colori che Charles Xavier (James McAvoy) approccia al bar dell'università, in un tentativo di seduzione. Nel 2011 è nel cast della serie televisiva Pan Am, in cui interpreta Bridget Pierce, hostess britannica che vive una doppia vita, poiché al contempo è una spia per i servizi segreti britannici dell'MI6. La serie tuttavia ha breve durata, dal momento che viene cancellata al termine della prima stagione a causa dei bassi ascolti. In seguito la Sony Pictures Television tratta con Amazon per produrre una seconda stagione da trasmettere sulla loro piattaforma di streaming Prime Video, tuttavia l'accordo non viene raggiunto e la serie viene cancellata definitivamente il 20 giugno successivo.

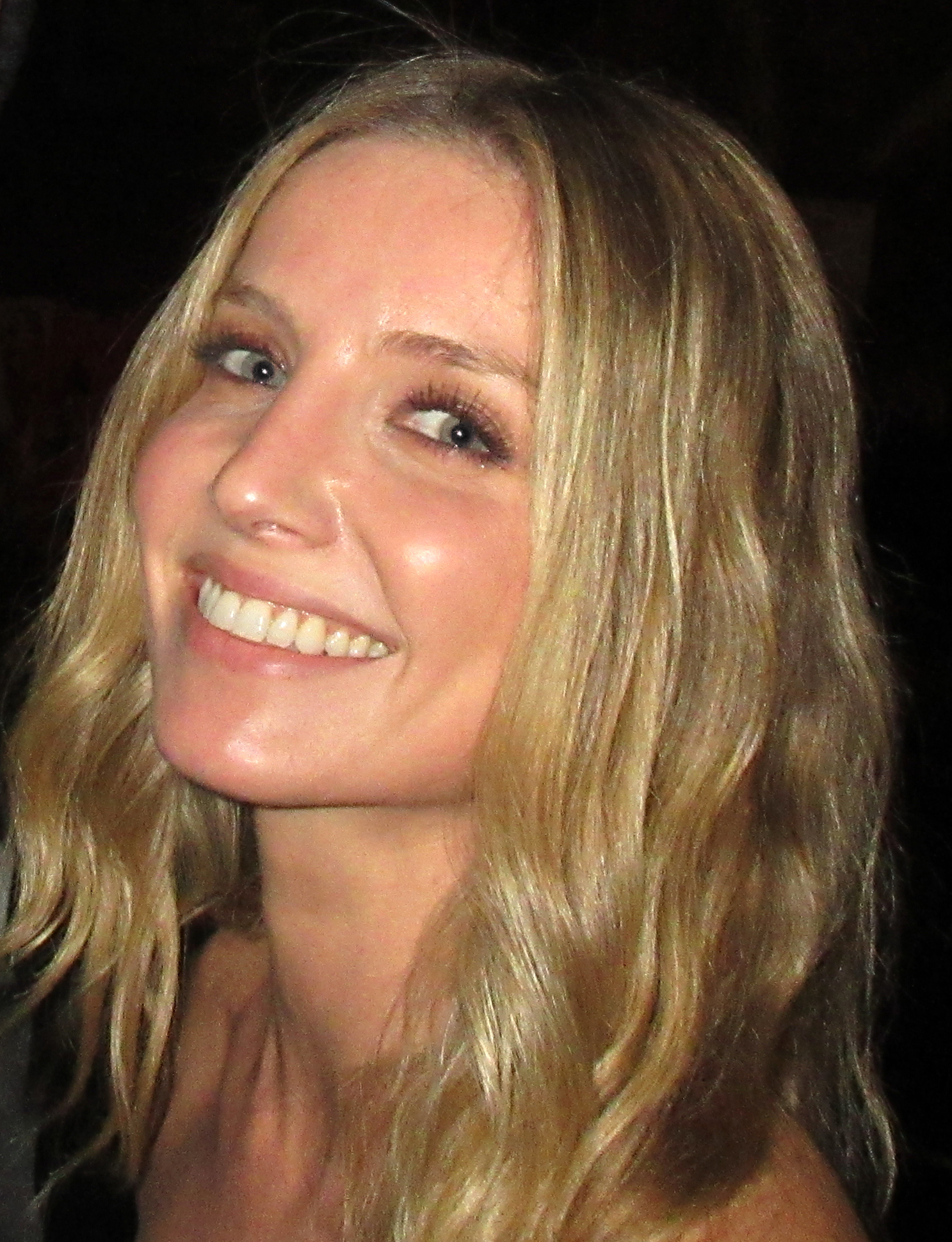
Annabelle Wallis nel 2019

Nel 2013 l'attrice ottiene un buon successo entrando a far parte del cast della serie britannica Peaky Blinders, al fianco di Cillian Murphy e Sam Neill fino al 2019. Nel 2017 la Wallis partecipa al film King Arthur - Il potere della spada e affianca Tom Cruise ne La mummia, reboot dell'omonima saga.
Dal 2018 entra a far parte del franchise di Star Trek, dando la voce a Zora, l'intelligenza artificiale che governa il computer della nave stellare USS Discovery NCC-1031 e, successivamente all'aggiornamento avvenuto nel 3189, NCC-1031-A. La prima apparizione dell'attrice come voce del personaggio avviene nella serie televisiva antologica Star Trek: Short Treks, nel secondo cortometraggio della prima stagione, Calypso. Nell'episodio, ambientato in un lontano futuro imprecisato, dopo che l'astronave è stata abbandonata nella galassia dal suo equipaggio, Zora viene inoltre interpretata "fisicamente", nella forma di ologramma, dall'attrice Sash Striga. Annabelle Wallis riprende il ruolo dell'AI della Discovery a partire dal 2020, nella serie televisiva Star Trek: Discovery, dal quarto episodio della terza stagione Non ti scordar di me (Forget Me Not), quando l'intelligenza artificiale emerge per la prima volta, a causa dei dati della Sfera salvati nel computer dell'astronave.
Nel 2022 è testimonial per Cartier nello spot pubblicitario televisivo.

## Vita privata
Tra l'agosto 2015 e l'agosto 2017 la Wallis ha una relazione discontinua con il cantante britannico Chris Martin. In quel periodo canta nella canzone Up&Up, traccia finale dell'album A Head Full of Dreams del gruppo di Martin, i Coldplay. Dall'aprile 2018 al marzo 2022, la Wallis ha una relazione con l'attore statunitense Chris Pine, che, tra le altre cose, è noto per interpretare il capitano James T. Kirk nei film della Kelvin Timeline del franchise di Star Trek.
Dal 2022 ha una relazione con l’attore statunitense Sebastian Stan.
Annabelle Wallis vive a Los Angeles, parla fluentemente portoghese, francese e spagnolo, oltre alla lingua madre.

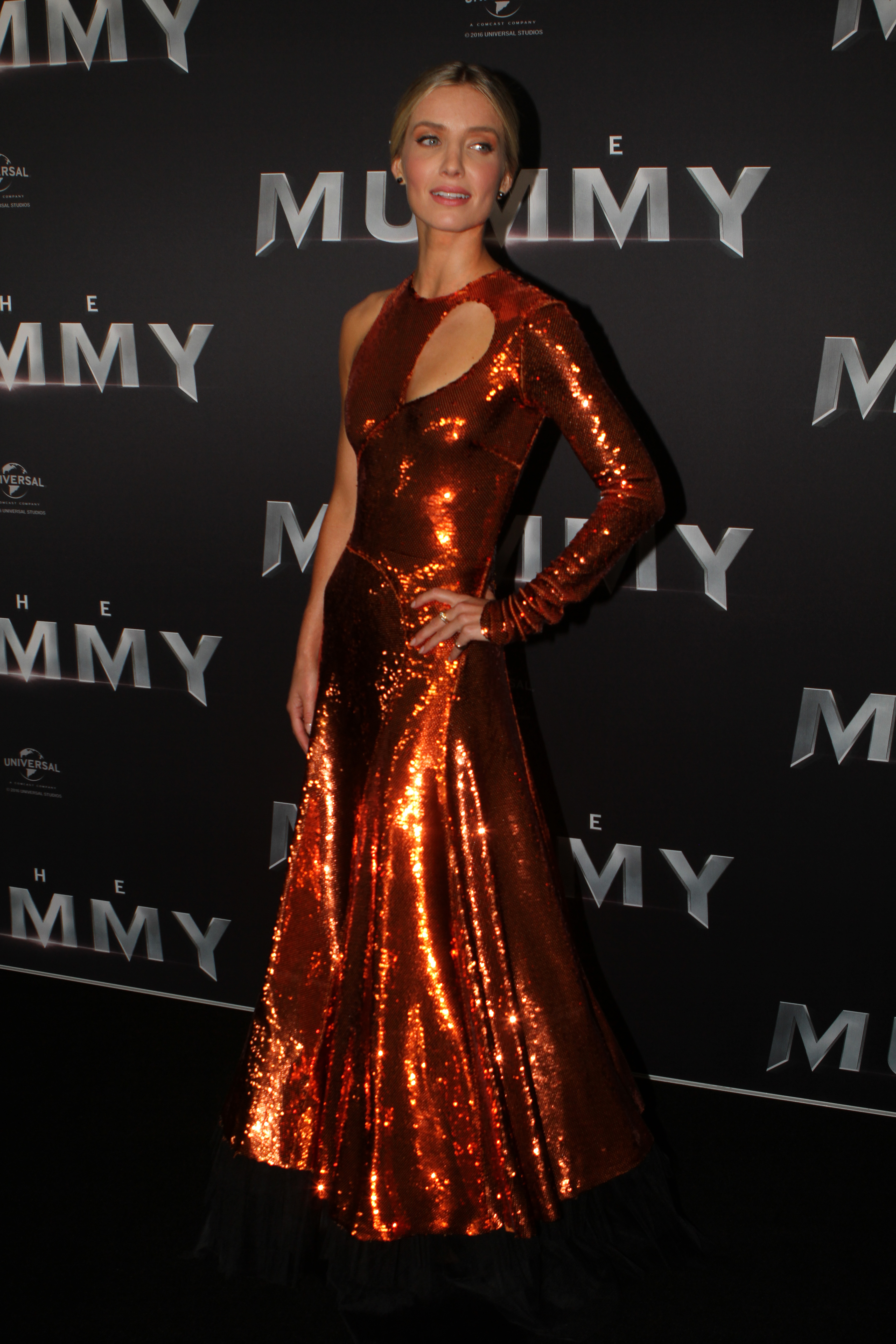
Annabelle Wallis all'anteprima de La mummia a Sydney, Australia, nel 2017

## Filmografia parziale

### Attrice

#### Cinema
- Dil Jo Bhi Kahey..., regia di Romesh Sharma (2005)
- True True Lie, regia di Eric Styles (2006)
- Trappola d'acciaio (Steel Trap), regia di Luis Cámara (2007)
- Nessuna verità (Body of Lies), regia di Ridley Scott (2008)
- Right Hand Drive, regia di Mark Kalbskopf (2009)
- X-Men - L'inizio (X-Men:First Class), regia di Matthew Vaughn (2011)
- W.E. - Edward e Wallis (W.E.), regia di Madonna (2011)
- Hello Carter, regia di Anthony Wilcox (2013)
- Annabelle, regia di John R. Leonetti (2014)
- Sword of Vengeance - La spada della vendetta (Sword of Vengeance), regia di Jim Weedon (2015)
- Grimsby - Attenti a quell'altro (The Brothers Grimsby), regia di Louis Leterrier (2016)
- Mine, regia di Fabio Guaglione e Fabio Resinaro (2016)
- Io ti troverò (Come and Find Me), regia di Zack Whedon (2016)
- King Arthur - Il potere della spada (King Arthur: Legend of the Sword), regia di Guy Ritchie (2017)
- La mummia (The Mummy), regia di Alex Kurtzman (2017)
- Annabelle 2: Creation (Annabelle: Creation), regia di David F. Sandberg (2017)
- Prendimi! (Tag), regia di Jeff Tomsic (2018)
- The Silencing - Senza voce (The Silencing), regia di Robin Pront (2020)
- Quello che non ti uccide (Boss Level), regia di Joe Carnahan (2021)
- Malignant, regia di James Wan (2021)
- Silent Night, regia di Camille Griffin (2021)
- Warning, regia di Agata Alexander (2021)
- Svaniti nella notte, regia di Renato De Maria (2024)

#### Televisione
- Jericho – serie TV, episodio 1x02 (2005)
- Diana - Gli ultimi giorni di una principessa (Diana: Last Days of a Princess), regia di Richard Dale – film TV (2007)
- Ghost Town - La città fantasma, regia di Todor Chapkanov – film TV (2009)
- Los Tudor: Rodarán cabezas - documentario TV (2009)
- I Tudors (The Tudors) – serie TV, 5 episodi (2009-2010)
- The Lost Future, regia di Mikael Salomon – film TV (2010)
- Strike Back – serie TV, episodi 2x07-2x08 (2011)
- Pan Am – serie TV, 4 episodi (2011-2012)
- Peaky Blinders – serie TV, 19 episodi (2013-2019)
- Fleming - Essere James Bond (Fleming - The Man Who Would Be Bond), regia di Mat Whitecross – miniserie TV, episodi 1x01-1x02 (2014)
- The Musketeers – serie TV, episodio 1x07 (2014)
- Tom Cruise: Reel Life, regia di Tim Postins - documentario TV (2017)
- The Loudest Voice - Sesso e potere (The Loudest Voice), regia di Kari Skogland, Jeremy Podeswa, Stephen Frears e Scott Z. Burns – miniserie TV, 7 episodi (2019)
- Home Movie: The Princess Bride, regia di Jason Reitman - miniserie TV, episodio 1x01 (2020)

#### Videoclip
- Victoria+Jean Divine Love, regia di (2014)
- Coldplay Hymn for the Weekend, regia di (2016)

### Doppiatrice
- Star Trek: Short Treks – serie TV, episodio 1x02 (2019) - Zora
- Star Trek: Discovery – serie TV, 13 episodi (2020-2022) - Zora

## Radio
- Unqualified - podcast (2022)

## Riconoscimenti (parziale)
- MTV Movie Awards
  - 2015 - Candidatura alla performance più terrorizzante per Annabelle[10][11]

## Doppiatrici italiane
Nelle versioni in italiano delle opere in cui ha recitato, Annabelle Wallis è stata doppiata da:
- Gemma Donati in Annabelle, The Musketeers, Annabelle 2: Creation
- Chiara Gioncardi in Peaky Blinders, King Arthur - Il potere della spada, Malignant
- Domitilla D'Amico in Fleming - Essere James Bond, The Loudest Voice - Sesso e potere, Svaniti nella notte
- Francesca Manicone in Mine, La mummia, Io ti troverò
- Valentina Mari in I Tudors, Prendimi!
- Laura Lenghi in Diana - Gli ultimi giorni di una principessa
- Manuela Scaglione in Trappola d'acciaio
- Eleonora Reti in The Lost Future
- Benedetta Degli Innocenti in Pan Am
- Olivia Manescalchi in Sword of Vengeance - La spada della vendetta
- Sabrina Duranti in Grimsby - Attenti a quell'altro
- Chiara Colizzi in The Silencing - Senza voce
- Valentina Favazza in Boss Level